# PlayStation Portable-E1000
PlayStation Portable-E1000 (talvolta denominata anche PSP Street) è la quinta versione di PlayStation Portable prodotta da Sony Interactive Entertainment, ed è il quarto restyling della console originale.
Presentata il 16 agosto 2011 durante il GamesCom 2011 di Colonia in Germania, è disponibile dal 26 ottobre 2011 nel solo territorio europeo.

## Caratteristiche tecniche
La PSP-E1000 si può considerare una versione "depotenziata" della PSP-3000 a cui viene tolta la connettività Wi-Fi e uno speaker, ciò influisce sul suo prezzo di commercializzazione pari a 99€ al momento del lancio. La PSP Street, inoltre, ha anche la possibilità di ascoltare musica attraverso SensMechannel.
- Schermo LCD: 10,9 cm (16:9) totalmente trasparente, unità TFT. Visualizzazione a circa 16.770.000 colori.
- Audio: altoparlante monofonico.
- Unità disco interna: unità Universal Media Disc di sola lettura.
- Interfaccia: connettore DC IN 5 V. USB ad alta velocità (conforme allo standard USB 2.0). Connettore DC OUT. Connettore auricolari. Ingresso Memory Stick Duo.
- Alimentazione: adattatore AC DC 5 V. Batteria ricaricabile agli ioni di litio.
- Consumo energetico massimo: circa 6 W (durante il caricamento).
- Dimensioni esterne: circa 172,4 × 73,4 × 21,6 mm (larghezza × altezza × lunghezza) (esclusa parte più sporgente).
- Peso: circa 223 gr (inclusa batteria).
- Ambiente operativo: temperatura 5 °C - 35 °C.
- Codecs compatibili: video Universal Media Disc: H.264/MPEG-4 AVC Profilo principale livello 3.  Musica: H.264/MPEG-4 AVC Profilo principale livello 3, PCM lineare, ATRAC3plus Memory Stick, Laser Universal Media Disc
- Lunghezza d'onda: 655 - 665 nm.
- Potenza: max. 0,28 mW.
- Tipo: semiconduttore, continuo.
- Adattatore AC.
- Ingresso: AC 100-240 V, 50/60 Hz.
- Uscita: DC 5 V, max. 1.500 mA.
- Dimensioni esterne: circa 61 × 23 × 84 mm (larghezza × altezza × lunghezza) (esclusa parte più sporgente).
- Peso: circa 62 g